# Јелка (Галанта)
Јелка (слч. Jelka) насељено је мјесто са административним статусом сеоске општине (слч. obec) у округу Галанта, у Трнавском крају, Словачка Република.

## Становништво
| Година:    | 1994. | 2004.   | 2014.   | 2024.   |
| ---------- | ----- | ------- | ------- | ------- |
| Број људи: | 3691  | 3908    | 3910    | 3992    |
| Разлика:   |       | +5,87 % | +0,05 % | +2,09 % |

| Година:    | 2023. | 2024.   |
| ---------- | ----- | ------- |
| Број људи: | 4010  | 3992    |
| Разлика:   |       | -0,44 % |

Према подацима о броју становника из 2011. године насеље је имало 3.917 становника.